# AS Tefana
El Association Sportive Tefana Football es una asociación deportiva, principalmente futbolística fundada el 11 de mayo de 1933 en la ciudad de Faaa, Polinesia Francesa. Ha conquistado varias ediciones de la Primera División y la Copa de Tahití. En la Liga de Campeones de la OFC 2011-12 eliminó al Waitakere United en el Grupo A, y clasificó a la final frente al Auckland City, que lo derrotó por 3-1 en el resultado global.

## Estadio
Disputa sus partidos en el Louis Ganivet, con capacidad para 10 000 personas, inaugurado el 9 de enero de 2003.

## Palmarés
- Primera División de Tahití (5): 2005, 2010, 2011, 2015 y 2016.
- Copa de Tahití (9): 2004, 2006, 2007, 2008, 2010, 2011, 2012, 2014 y 2017.
- Supercopa de Tahití (2) : 2007 y 2014.
- Copa de Territorios Franceses del Pacífico (1): 2006.